# Scurge: Hive
Scurge: Hive är ett datorspel som utvecklats av Orbtal Media som är släppt till konsolerna Game Boy Advance och Nintendo DS av SouthPeak Interactive. Spelet använder sig av isometriskt perspektiv.